# Olympische Winterspiele 1998/Teilnehmer (Kasachstan)
| Gelbes Symbol für Goldmedaillen mit stilisierten Olympischen Ringen | Graues Symbol für Silbermedaillen mit stilisierten Olympischen Ringen | Braundes Symbol für Bronzemedaillen mit stilisierten Olympischen Ringen |
| ------------------------------------------------------------------- | --------------------------------------------------------------------- | ----------------------------------------------------------------------- |
| —                                                                   | —                                                                     | 2                                                                       |

Kasachstan nahm an den Olympischen Winterspielen 1998 im japanischen Nagano mit einer Delegation von 60 Athleten in acht Disziplinen teil, davon 45 Männer und 15 Frauen. Mit zwei Bronzemedaillen platzierte sich Kasachstan auf dem 20. Rang im Medaillenspiegel.
Fahnenträger bei der Eröffnungsfeier war der Skilangläufer Wladimir Smirnow.

## Teilnehmer nach Sportarten

### Biathlon
| Athleten                                                               | Wettbewerbe        | Zeit        | Fehler           | Rang |
| ---------------------------------------------------------------------- | ------------------ | ----------- | ---------------- | ---- |
| Frauen                                                                 |                    |             |                  |      |
| Margarita Dulowa                                                       | 7,5 km Sprint      | 24:21,7 min | 1                | 18   |
| Ljudmila Gurjewa                                                       | 15 km Einzel       | 58:42,4 min | 4                | 23   |
| Inna Scheschkil                                                        | 7,5 km Sprint      | 24:32,9 min | 1                | 20   |
| Inna Scheschkil                                                        | 15 km Einzel       | 1:03:27,7 h | 7                | 54   |
| Inna Scheschkil Margarita Dulowa Jelena Dubok Ljudmila Gurjewa         | 4 × 7,5 km Staffel | 1:45:22,9 h | 2 + 11 Nachlader | 11   |
| Männer                                                                 |                    |             |                  |      |
| Waleri Iwanow                                                          | 10 km Sprint       | 29:58,8 min | 5                | 31   |
| Waleri Iwanow                                                          | 20 km Einzel       | 1:03:55,9 h | 7                | 52   |
| Dmitri Pantow                                                          | 10 km Sprint       | 30:51,8 min | 3                | 54   |
| Dmitri Pantow                                                          | 20 km Einzel       | 1:03:10,5 h | 5                | 49   |
| Dmitri Posdnjakow                                                      | 10 km Sprint       | 29:30,1 min | 0                | 24   |
| Dmitri Posdnjakow                                                      | 20 km Einzel       | 1:05:22,9 h | 6                | 59   |
| Dmitri Pantow Dmitri Posdnjakow Alexander Menschtschikow Waleri Iwanow | 4 × 7,5 km Staffel | 1:27:56,0 h | 1 + 14 Nachlader | 16   |

### Eishockey
| Wettbewerb    | Männer |
| ------------- | --- |
| Spieler       | Witali Jeremejew Alexander Schimin Wladimir Antipin Igor Nikitin Andrei Sawenkow Igor Semljanoi Andrei Sokolow Witali Tregubow Alexei Troschtschinski Michail Borodulin Pjotr Dewjatkin Igor Dorochin Dmitri Dudarew Pawel Kamenzew Oleg Krjaschew Alexander Koreschkow Jewgeni Koreschkow Andrei Ptscheljakow Jerlan Saghymbajew Wladimir Sawjalow Konstantin Schafranow Wadim Glowazki |
| Trainer       | Boris Alexandrow |
| Vorrunde      | Italien 5:3 (1:3, 1:0, 3:0) Österreich 5:5 (2:2, 1:2, 2:1) Slowakei 4:3 (1:1, 0:1, 3:1) |
| Zwischenrunde | Russland 2:9 (1:2, 0:5, 1:2) Tschechien 2:8 (0:1, 2:3, 0:4) Finnland 2:8 (1:3, 0:1, 1:4) |
| Viertelfinale | Kanada 1:4 (1:2, 0:2, 0:0) |
| Halbfinale    | ausgeschieden |
| Finale        | ausgeschieden |
| Platzierung   | 8. |

### Eiskunstlauf
| Athleten                                 | Wettbewerbe | Kurzprogramm | Pflichttanz | Originaltanz | Kür/Kürtanz   | Gesamt        | Gesamt        |
| Athleten                                 | Wettbewerbe | Rang         | Rang        | Rang         | Rang          | Bewertung     | Rang          |
| ---------------------------------------- | ----------- | ------------ | ----------- | ------------ | ------------- | ------------- | ------------- |
| Männer                                   |             |              |             |              |               |               |               |
| Juri Litwinow                            | Einzel      | 28           | –           | –            | ausgeschieden | ausgeschieden | ausgeschieden |
| Mixed                                    |             |              |             |              |               |               |               |
| Jelizaweta Stekolnikowa Dmitri Kasarlyga | Eistanz     | –            | 23          | 22           | 22            | 44,2          | 22            |
| Marina Chalturina Andrei Krukow          | Paarlauf    | 16           | –           | –            | 14            | 22,0          | 14            |

### Eisschnelllauf
| Athleten              | Wettbewerbe | Lauf 1  | Lauf 1 | Lauf 2  | Lauf 2 | Gesamt      | Gesamt |
| Athleten              | Wettbewerbe | Zeit    | Rang   | Zeit    | Rang   | Zeit        | Rang   |
| --------------------- | ----------- | ------- | ------ | ------- | ------ | ----------- | ------ |
| Frauen                |             |         |        |         |        |             |        |
| Kenschesch Orynbajewa | 3000 m      | –       | –      | –       | –      | 4:42,07 min | 31     |
| Ljudmila Prokaschowa  | 1500 m      | –       | –      | –       | –      | 2:01,65 min | 11     |
| Ljudmila Prokaschowa  | 3000 m      | –       | –      | –       | –      | 4:14,23 min | 7      |
| Ljudmila Prokaschowa  | 5000 m      | –       | –      | –       | –      | 7:11,14 min | Bronze |
| Männer                |             |         |        |         |        |             |        |
| Radik Biktschentajew  | 1500 m      | –       | –      | –       | –      | 1:52,87 min | 27     |
| Radik Biktschentajew  | 5000 m      | –       | –      | –       | –      | 6:52,65 min | 27     |
| Sergei Kasnatschejew  | 1500 m      | –       | –      | –       | –      | 1:55,22 min | 41     |
| Sergei Kasnatschejew  | 5000 m      | –       | –      | –       | –      | 6:51,50 min | 26     |
| Wladimir Klepinin     | 500 m       | 37,22 s | 36     | 36,92 s | 31     | 1:14,14 min | 32     |
| Wladimir Klepinin     | 1000 m      | –       | –      | –       | –      | 1:14,38 min | 37     |
| Wadim Schakschakbajew | 500 m       | 36,87 s | 29     | 36,57 s | 23     | 1:13,44 min | 24     |
| Sergei Zybenko        | 1000 m      | –       | –      | –       | –      | 1:12,40 min | 17     |
| Sergei Zybenko        | 1500 m      | –       | –      | –       | –      | 1:52,03 min | 19     |

### Freestyle-Skiing
| Athleten          | Wettbewerbe | Qualifikation | Qualifikation | Finale             | Finale             |
| Athleten          | Wettbewerbe | Punkte        | Rang          | Punkte             | Rang               |
| ----------------- | ----------- | ------------- | ------------- | ------------------ | ------------------ |
| Frauen            |             |               |               |                    |                    |
| Irina Kormyschewa | Buckelpiste | DNF           | DNF           | Nicht qualifiziert | Nicht qualifiziert |
| Männer            |             |               |               |                    |                    |
| Alexei Bannikow   | Buckelpiste | 20,18         | 26            | Nicht qualifiziert | Nicht qualifiziert |

### Ski Alpin
| Athleten       | Wettbewerbe  | 1. Lauf     | 1. Lauf | 2. Lauf | 2. Lauf | Gesamt | Gesamt |
| Athleten       | Wettbewerbe  | Zeit        | Rang    | Zeit    | Rang    | Zeit   | Rang   |
| -------------- | ------------ | ----------- | ------- | ------- | ------- | ------ | ------ |
| Frauen         |              |             |         |         |         |        |        |
| Julija Krygina | Riesenslalom | DNS         | DNS     | DNS     | DNS     | DNS    | DNS    |
| Julija Krygina | Super-G      | –           | –       | –       | –       | DNF    | DNF    |
| Männer         |              |             |         |         |         |        |        |
| Dmitri Kwatsch | Riesenslalom | 1:29,95 min | 43      | DNF     | DNF     | DNF    | DNF    |

### Skilanglauf
| Athleten                                                               | Wettbewerbe               | Zeit        | Rang   |
| ---------------------------------------------------------------------- | ------------------------- | ----------- | ------ |
| Frauen                                                                 |                           |             |        |
| Jelena Antonowa                                                        | 15 km Klassisch           | 55:34,0 min | 57     |
| Swetlana Deschewych                                                    | 5 km Klassisch            | 19:25,3 min | 44     |
| Swetlana Deschewych                                                    | 10 km Freistil Verfolgung | 49:57,5 min | 38     |
| Swetlana Deschewych                                                    | 15 km Klassisch           | 50:28,0 min | 20     |
| Swetlana Deschewych                                                    | 30 km Freistil            | 1:29:48,1 h | 21     |
| Oxana Jazkaja                                                          | 5 km Klassisch            | 18:57,3 min | 27     |
| Oxana Jazkaja                                                          | 10 km Freistil Verfolgung | 49:57,8 min | 39     |
| Oxana Jazkaja                                                          | 15 km Klassisch           | 51:39,7 min | 32     |
| Oxana Jazkaja                                                          | 30 km Freistil            | 1:33:23,4 h | 40     |
| Swetlana Schischkina                                                   | 5 km Klassisch            | 19:10,7 min | 35     |
| Swetlana Schischkina                                                   | 10 km Freistil Verfolgung | 50:17,1 min | 42     |
| Swetlana Schischkina                                                   | 15 km Klassisch           | 53:13,7 min | 49     |
| Swetlana Schischkina                                                   | 30 km Freistil            | 1:31:39,7 h | 30     |
| Olga Selesnjowa                                                        | 5 km Klassisch            | 20:27,7 min | 66     |
| Olga Selesnjowa                                                        | 10 km Freistil Verfolgung | 53:38,3 min | 63     |
| Olga Selesnjowa                                                        | 30 km Freistil            | 1:36:30,6 h | 52     |
| Swetlana Deschewych Oxana Jazkaja Swetlana Schischkina Olga Selesnjowa | 4 × 5 km Staffel          | 59:11,3 min | 12     |
| Männer                                                                 |                           |             |        |
| Wladimir Borzow                                                        | 30 km Klassisch           | 1:45:12,8 h | 50     |
| Wladimir Borzow                                                        | 50 km Freistil            | 2:20:39,3 h | 45     |
| Witali Lilitschenko                                                    | 10 km Klassisch           | 32:54,5 min | 80     |
| Witali Lilitschenko                                                    | 15 km Freistil Verfolgung | 1:16:22,6 h | 59     |
| Witali Lilitschenko                                                    | 50 km Freistil            | 2:25:58,0 h | 55     |
| Andrei Newsorow                                                        | 10 km Klassisch           | 31:30,4 min | 68     |
| Andrei Newsorow                                                        | 15 km Freistil Verfolgung | 1:12:55,1 h | 48     |
| Andrei Newsorow                                                        | 30 km Klassisch           | 1:42:48,8 h | 41     |
| Andrei Newsorow                                                        | 50 km Freistil            | 2:15:14,7 h | 23     |
| Pawel Rjabinin                                                         | 10 km Klassisch           | 27:45,1 min | 4      |
| Pawel Rjabinin                                                         | 15 km Freistil Verfolgung | 1:12:05,7 h | 36     |
| Pawel Rjabinin                                                         | 30 km Klassisch           | 1:39:31,6 h | 13     |
| Wladimir Smirnow                                                       | 10 km Klassisch           | 30:04,4 min | 4      |
| Wladimir Smirnow                                                       | 15 km Freistil Verfolgung | 1:09:50,9 h | Bronze |
| Wladimir Smirnow                                                       | 30 km Klassisch           | 1:38:59,1 h | 12     |
| Wladimir Smirnow                                                       | 50 km Freistil            | 2:07:26,4 h | 7      |
| Pawel Rjabinin Wladimir Borzow Andrei Newsorow Witali Lilitschenko     | 4 × 10 km Staffel         | 1:46:12,9 h | 16     |

### Skispringen
| Athleten                                                             | Wettbewerb             | 1. Durchgang | 1. Durchgang | 1. Durchgang | 2. Durchgang  | 2. Durchgang  | 2. Durchgang  | Gesamt        | Gesamt        |
| Athleten                                                             | Wettbewerb             | Weite        | Punkte       | Rang         | Weite         | Punkte        | Rang          | Punkte        | Rang          |
| -------------------------------------------------------------------- | ---------------------- | ------------ | ------------ | ------------ | ------------- | ------------- | ------------- | ------------- | ------------- |
| Männer                                                               |                        |              |              |              |               |               |               |               |               |
| Stanislaw Filimonow                                                  | Normalschanze          | 75,5 m       | 85,0         | 32           | ausgeschieden | ausgeschieden | ausgeschieden | ausgeschieden | ausgeschieden |
| Stanislaw Filimonow                                                  | Großschanze            | 111,0 m      | 98,3         | 27           | 116,0 m       | 108,3         | 21            | 206,6         | 25            |
| Pawel Gaiduk                                                         | Normalschanze          | 72,0 m       | 76,5         | 48           | ausgeschieden | ausgeschieden | ausgeschieden | ausgeschieden | ausgeschieden |
| Pawel Gaiduk                                                         | Großschanze            | 104,5 m      | 87,1         | 42           | ausgeschieden | ausgeschieden | ausgeschieden | ausgeschieden | ausgeschieden |
| Alexander Kolmakow                                                   | Normalschanze          | 67,5 m       | 63,0         | 58           | ausgeschieden | ausgeschieden | ausgeschieden | ausgeschieden | ausgeschieden |
| Alexander Kolmakow                                                   | Großschanze            | 101,5 m      | 80,7         | 46           | ausgeschieden | ausgeschieden | ausgeschieden | ausgeschieden | ausgeschieden |
| Dmitri Tschwykow                                                     | Normalschanze          | 79,0 m       | 93,5         | 25           | 75,0 m        | 83,5          | 30            | 177,0         | 30            |
| Dmitri Tschwykow                                                     | Großschanze            | 101,5 m      | 76,2         | 49           | ausgeschieden | ausgeschieden | ausgeschieden | ausgeschieden | ausgeschieden |
| Pawel Gaiduk Alexander Kolmakow Dmitri Tschwykow Stanislaw Filimonow | Großschanze Mannschaft | 361,5 m      | 231,2        | 11           | 433,5 m       | 370,8         | 10            | 602,0         | 11            |